# San Polo
Pour les articles homonymes, voir San Polo (homonymie).
San Polo est le plus petit des six sestieri de Venise. 

## Histoire
Aux origines de Venise, les deux sestieri de San Polo et Santa Croce ne formaient qu'une seule zone dénommée Luprio où se trouvaient les marais salants de la Sérénissime.
Le marché de Rialto fut d'abord situé dans la calle del Paradiso où jusque 1 000 boutiques et magasins s'installèrent ; un petit noyau en deviendra au début du XIIIe siècle le marché de la ville. Dans la contrada de San Silvestro fut édifiée par contre la résidence du patriarche de Grado, signalée dans des documents de 1070, qui fut ensuite englobée dans la maison où en 1177 eut lieu la rencontre entre Alexandre III et l'empereur Frédéric Barberousse. Plus à l'ouest, à la limite avec le sestier de Dorsoduro, sur des canaux asséchés, les frari, frères mineurs, commencèrent vers 1340 la construction de la basilique et du couvent (Ca' Granda) avec deux cloîtres éminents, qu'ils dédièrent à Sainte Marie Glorieuse.
Avec la construction de l'église contiguë et la Scuola Grande de San Rocco, l'installation religieuse se répandit vers une vaste part de l'appendice ouest du sestiere. Seulement au début du XXe siècle y furent édifiés des logements populaires, succédant aux entreprises artisanales établies depuis le XIXe siècle sur un terrain vaste précédemment destiné au chiovere (séchage à l'air des tissus de laine teint).
La liaison piétonne du sestier de San Polo avec le centre politique de la ville (San Marco) fut garantie définitivement avec l'édification du pont du Rialto, réalisé dans les formes actuelles entre 1588 et 1591, en substitution du précédent construit en bois et doté de passerelles levantes pour permettre le passage des navires en bois. Il fut le seul pont entre les sestieri de citra (Cannaregio, Castello, San Marco) et ceux d'ultra (Dorsoduro, San Polo, Santa Croce).

## Géographie

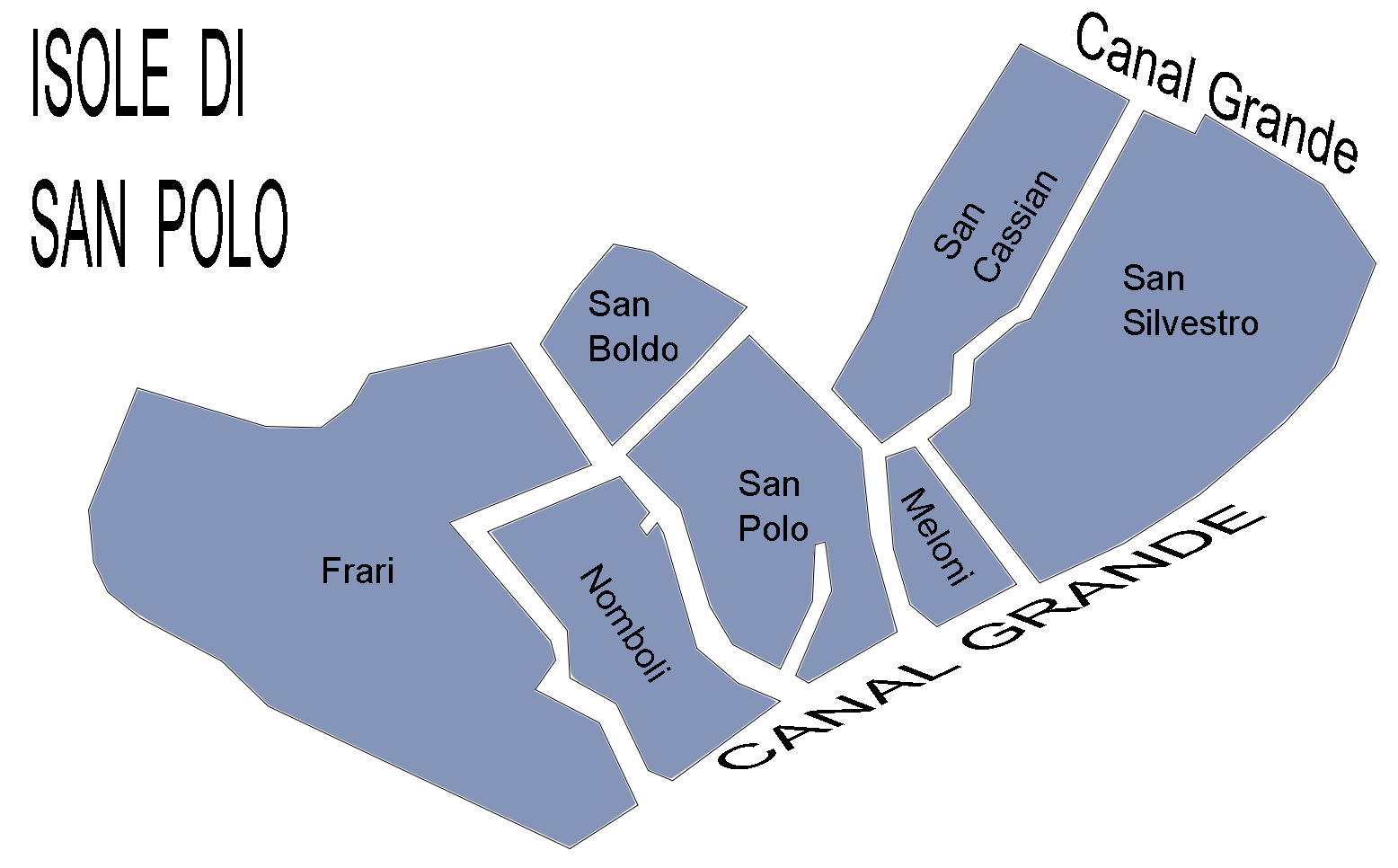
Les îles de San Polo.

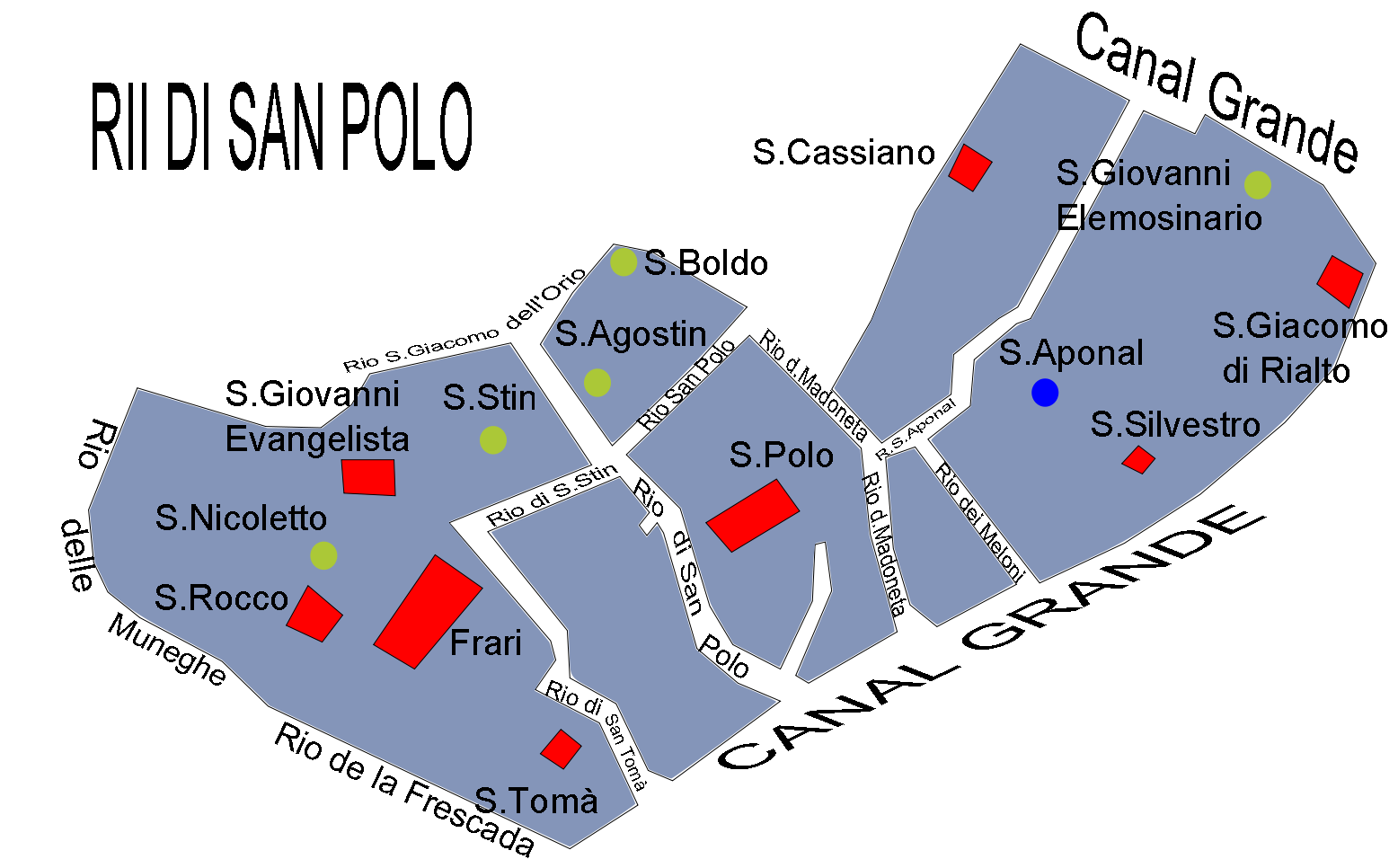
Les canaux de San Polo.

La limite entre San Polo et Santa Croce suit, depuis le Grand Canal au nord, le rio di San Cassiano vers le sud, puis vers l'ouest le rio de San Boldo, le rio di San Giacomo dall'Orio et le rio di San Giovanni Evangelista, puis à nouveau vers le sud le rio delle Muneghette qui tourne à l'est pour rejoindre derrière la Scuola Grande de San Rocco le rio de la Frescada qui se jette dans le Grand Canal peu avant l'université Ca' Foscari. Ce dernier rio sépare San Polo du sestiere de Dorsoduro au sud. 
Le territoire du sestier de San Polo fut subdivisé en dix contrade ou quartiers:
1. Sant'Agostin autour de l'Église Sant'Agostino (détruite) ;
2. Sant'Aponal autour de l'église Sant'Aponal  ;
3. San Boldo autour de l'Église Sant'Ubaldo (détruite) ;
4. San Cassan autour de l'Église San Cassiano ;
5. San Mattio autour de l'Église San Matteo (détruite);
6. San Polo autour de l'Église San Paolo Apostolo ;
7. San Silvestro autour de l'Église San Silvestro ;
8. San Stin  autour de l'Église San Stefano Confessore  (détruite);
9. San Toma' autour de l'Église San Tomaso ;
10. San Zuane de Rialto autour de l'Église San Giovanni Elemosinario.

Toute la partie orientale est délimitée par le Grand Canal.

## Lieux remarquables

### Les églises
La plus grande église de San Polo est sans conteste Santa Maria Gloriosa dei Frari située sur le campo du même nom, très repérable par son campanile, le second de Venise en hauteur. 
Parmi les autres églises, on peut citer Saint Aponal, San Cassiano, à proximité de laquelle se dressait autrefois le théâtre San Cassiano, San Polo, San Giacomo di Rialto, San Giovanni Elemosinario, Saint Jean l'évangéliste, San Rocco, San Silvestro et San Tomà.

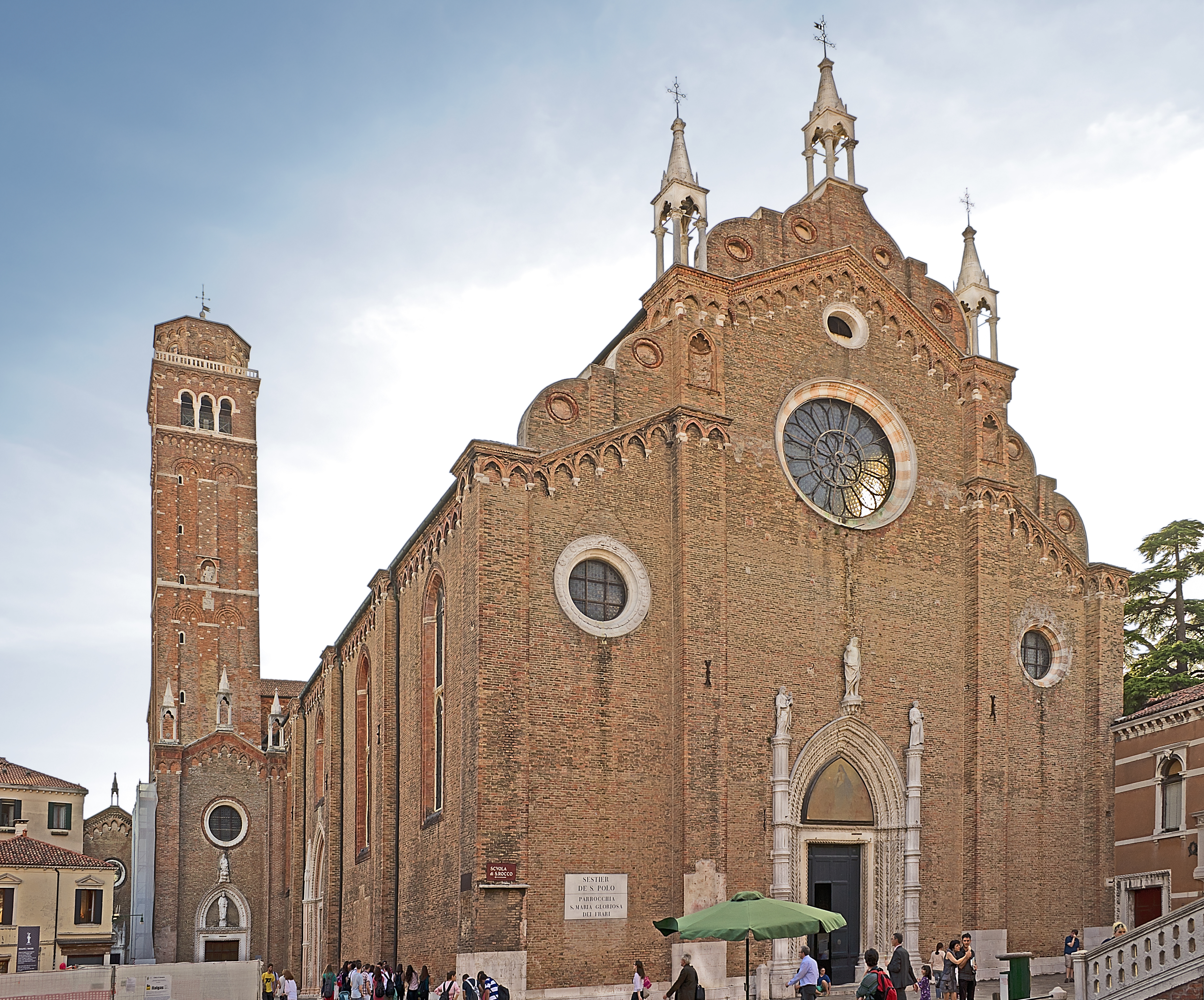
Santa Maria Gloriosa dei Frari.
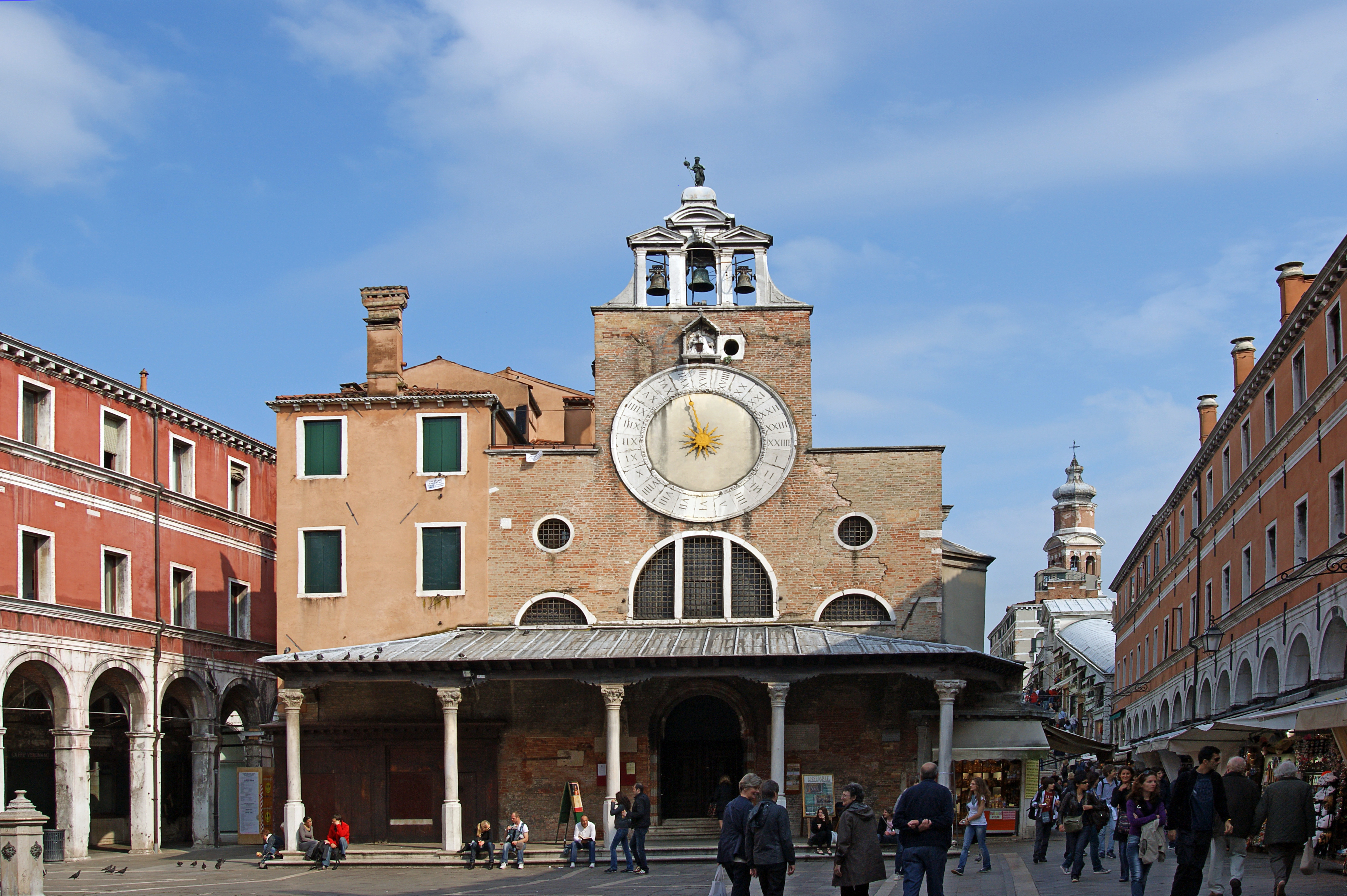
L'église Saint-Jacques du Rialto.
L'église Sant'Aponal.
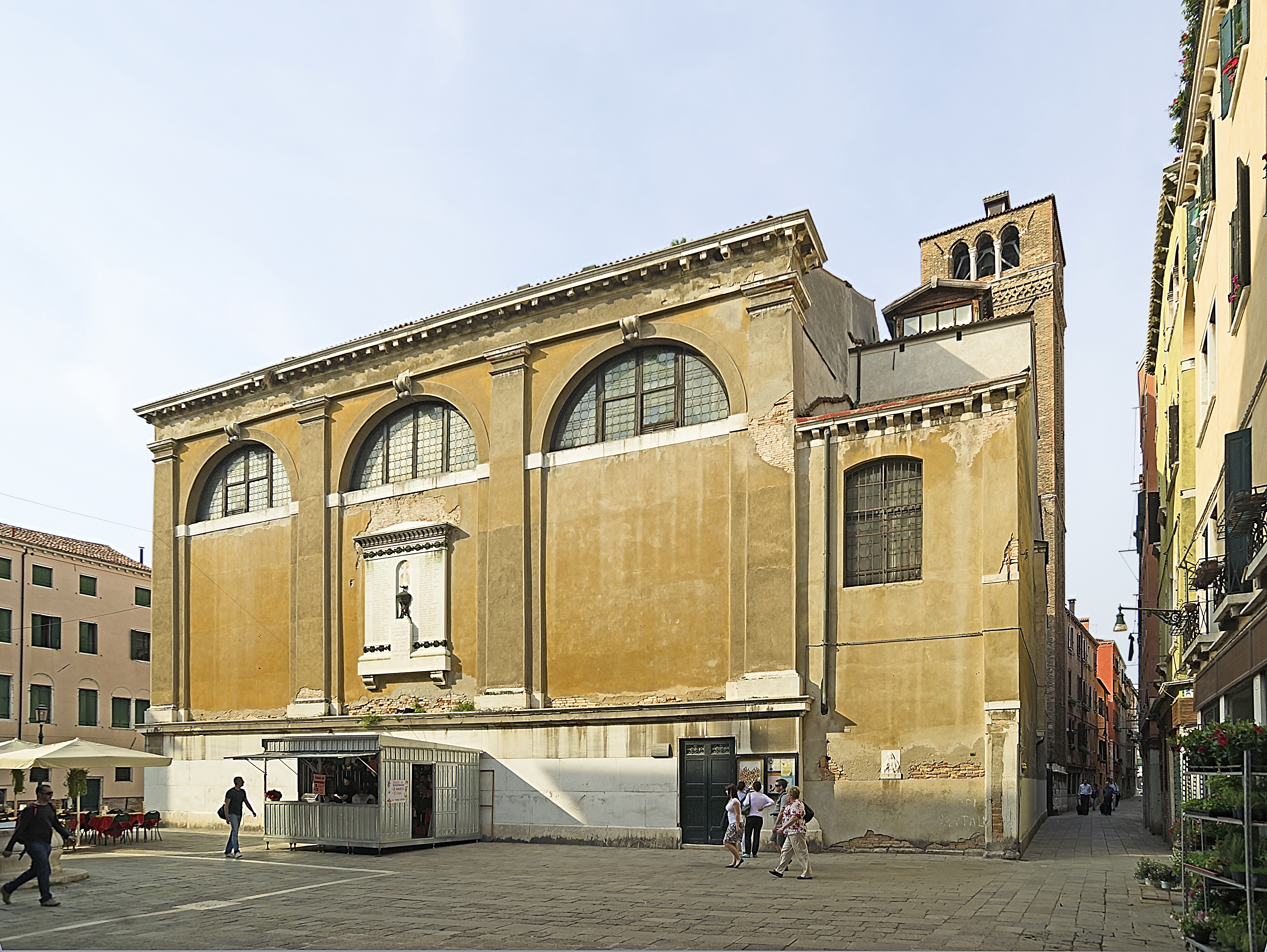
Église San Cassiano.
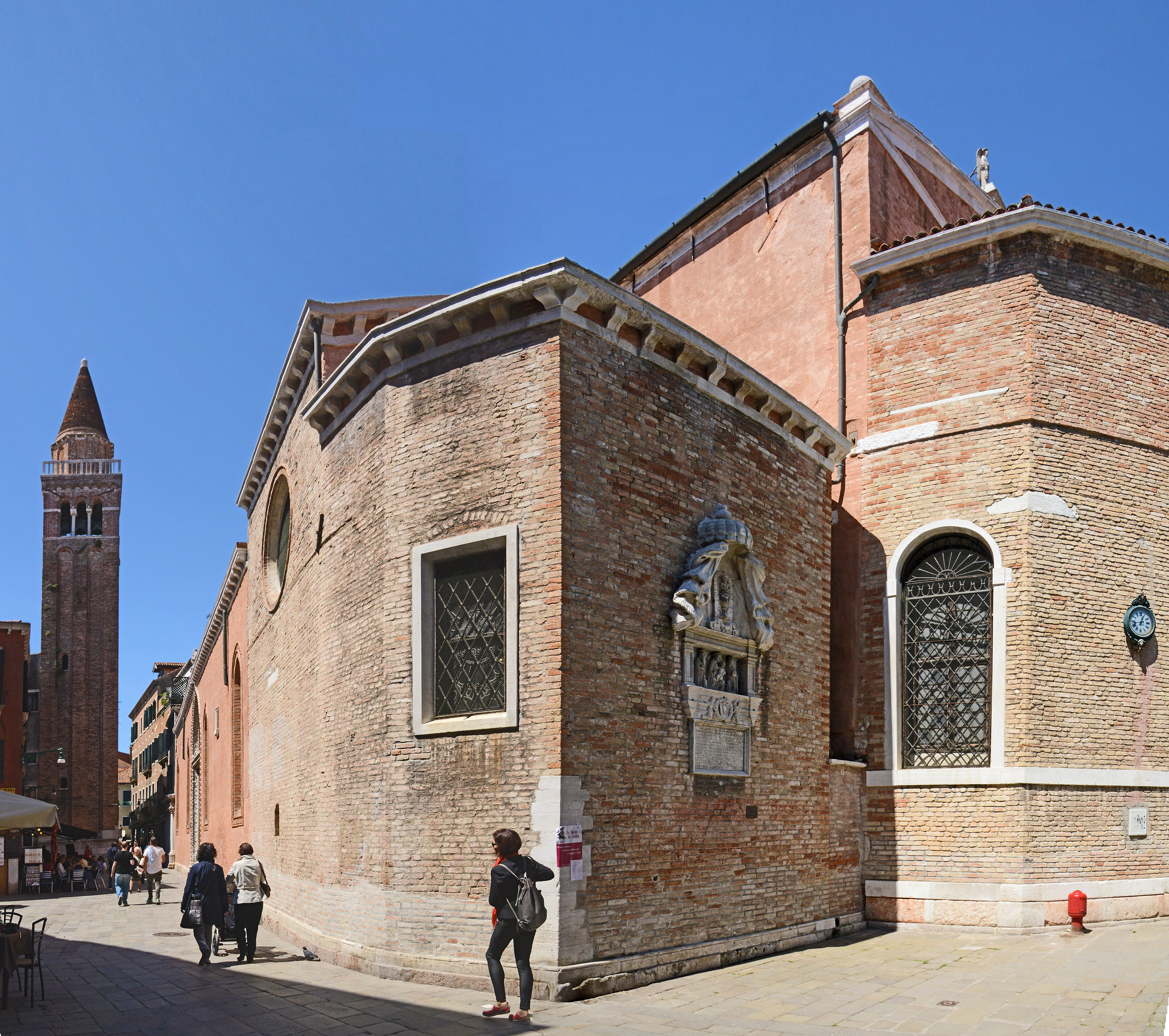
Église San Polo.
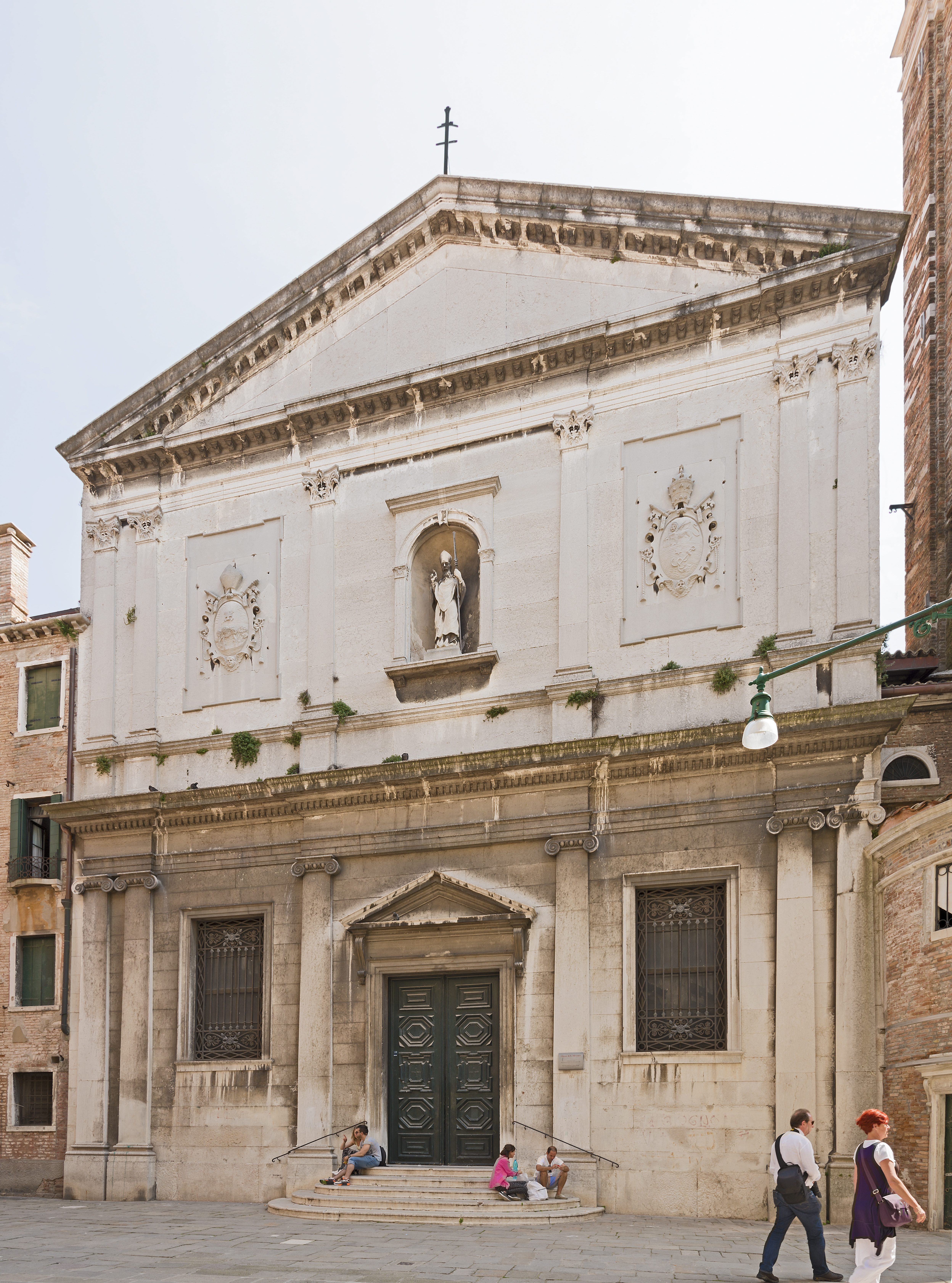
Église San Silvestro.

### Les palais
San Polo possède deux Scuole : la Scuola Grande de San Rocco (Saint Roch) et la Scuola Grande de San Giovanni Evangelista.
On citera également la maison de Carlo Goldoni près de San Tomà, non loin du Grand Canal et le Campo San Polo, le plus grand espace libre de Venise après la place Saint Marc.
Le Palazzetto Bru Zane, édifice du XVIIe siècle, abrite depuis 2009 le Centre de musique romantique française, institut de recherche sur la musique romantique.

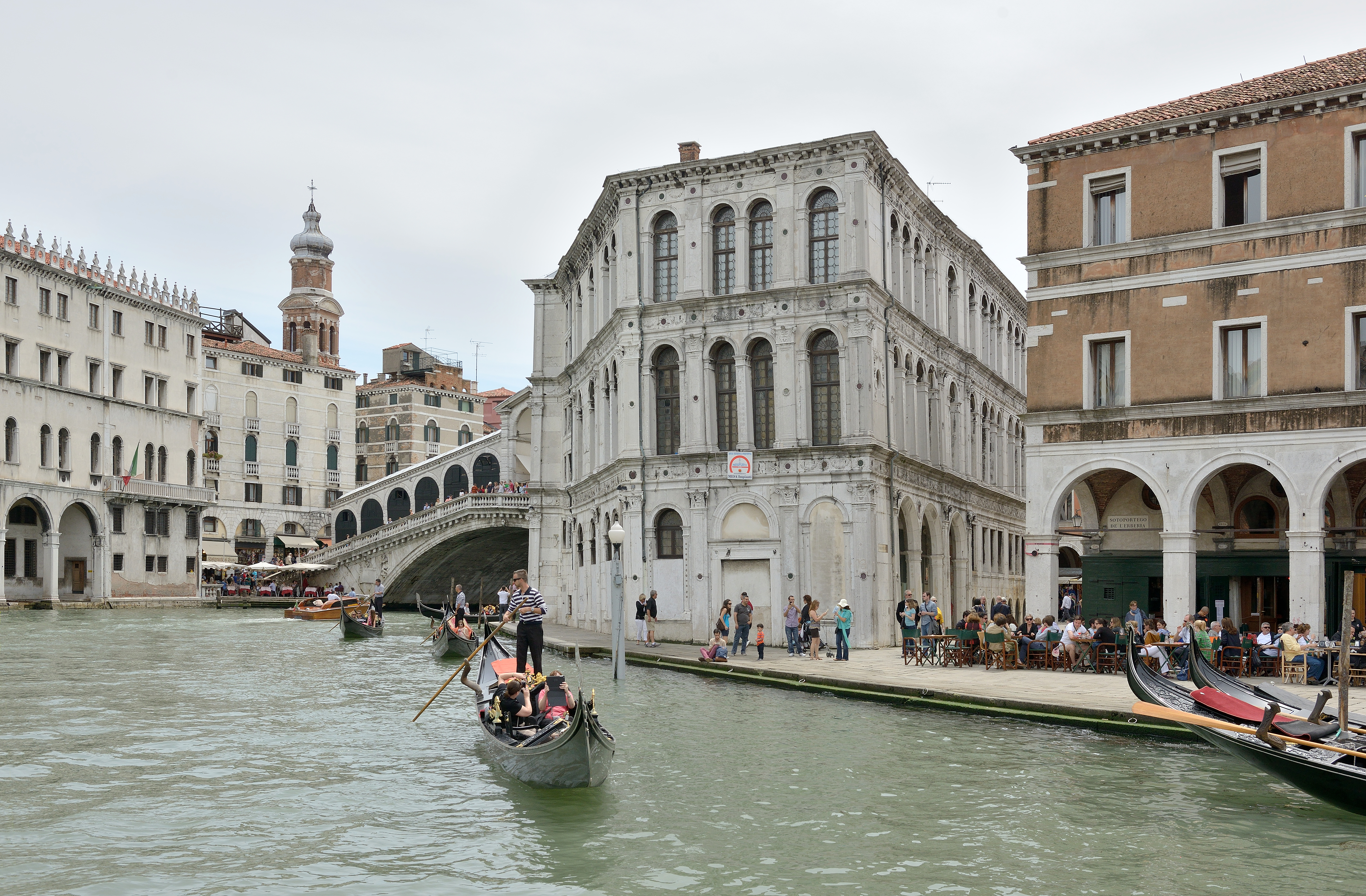
Rialto, Palazzo dei Cammerlenghi et Fabbriche Vecchie.
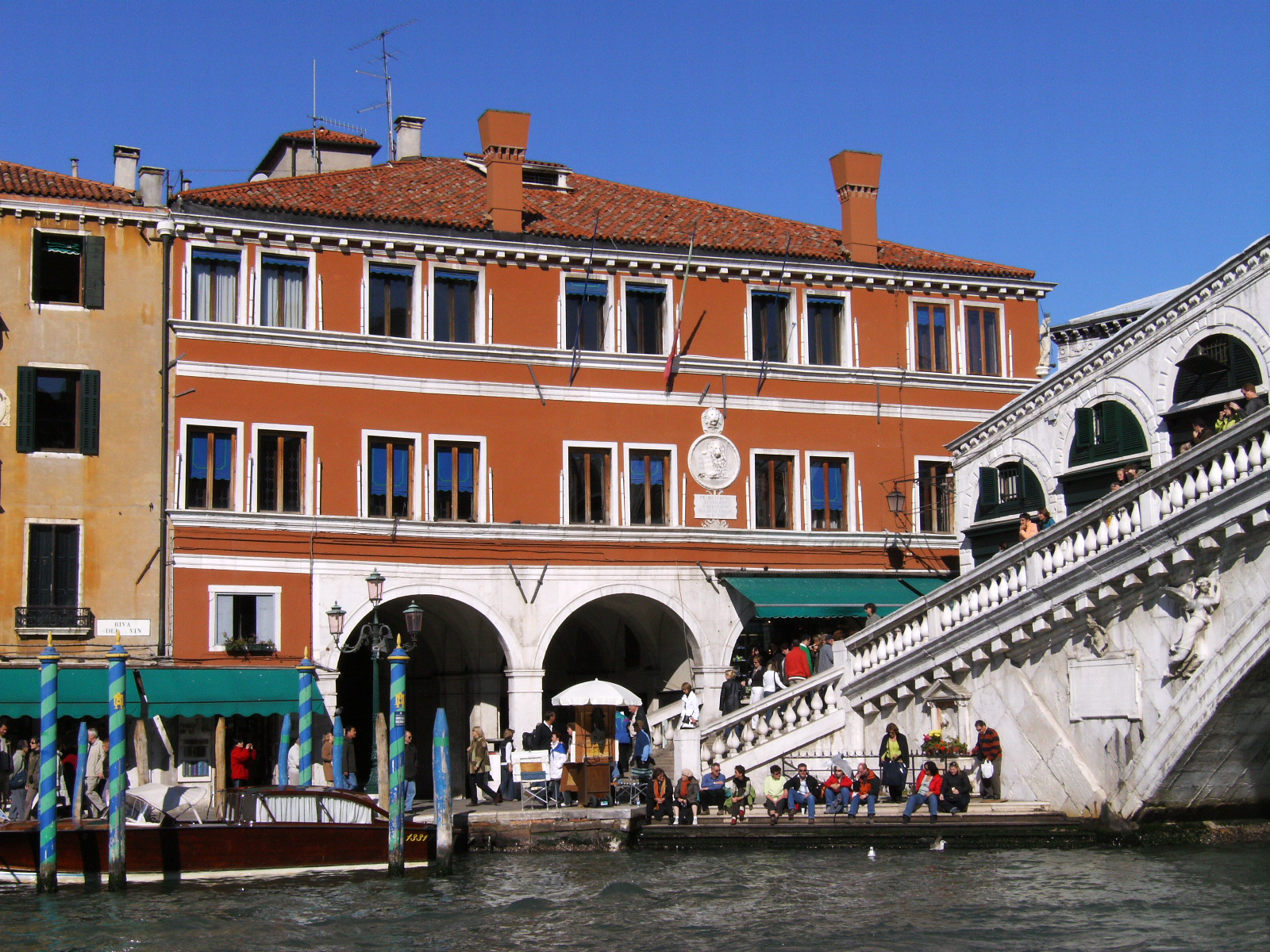
Palais des Dix Sages près du Rialto.
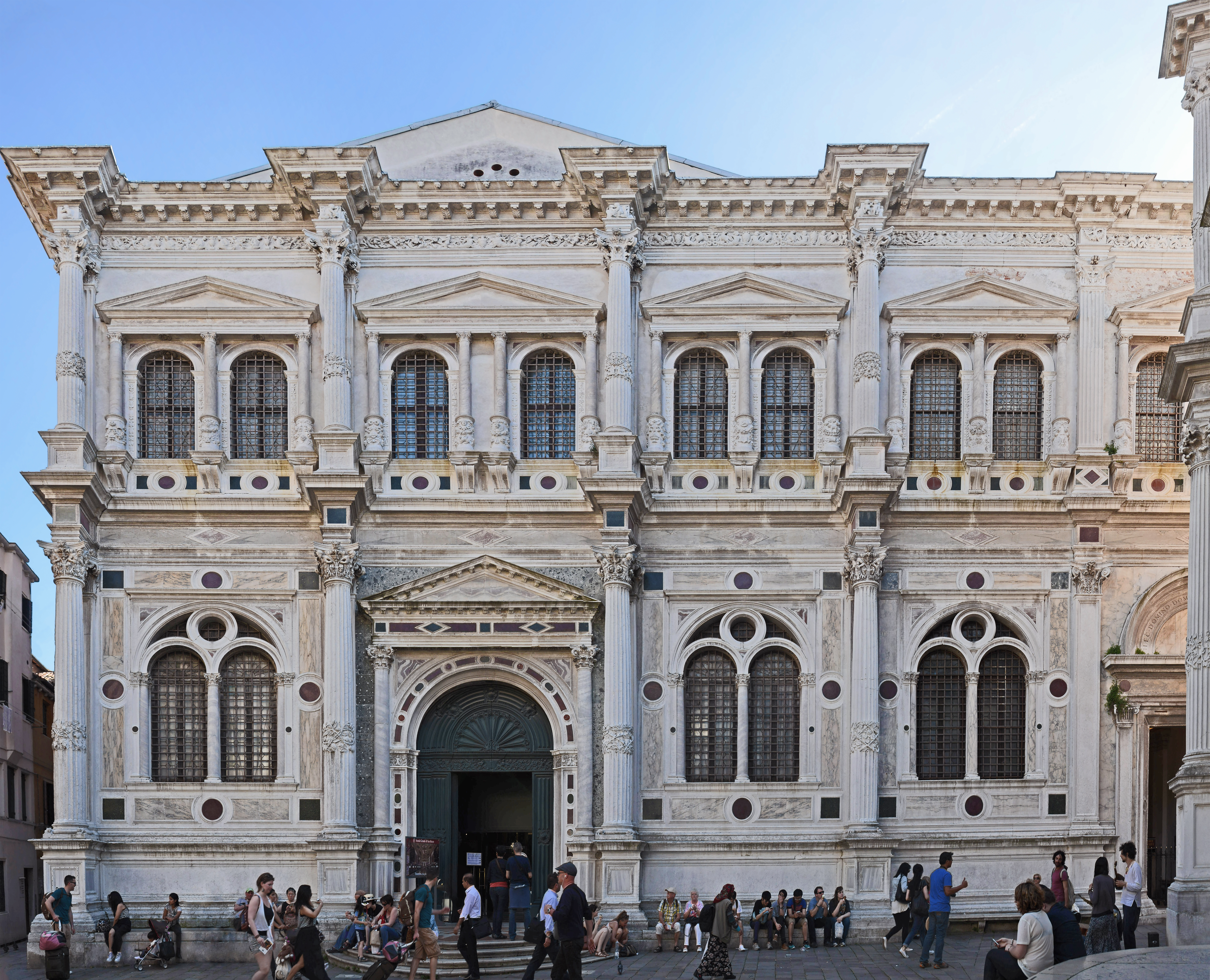
La Scuola Grande di San Rocco.
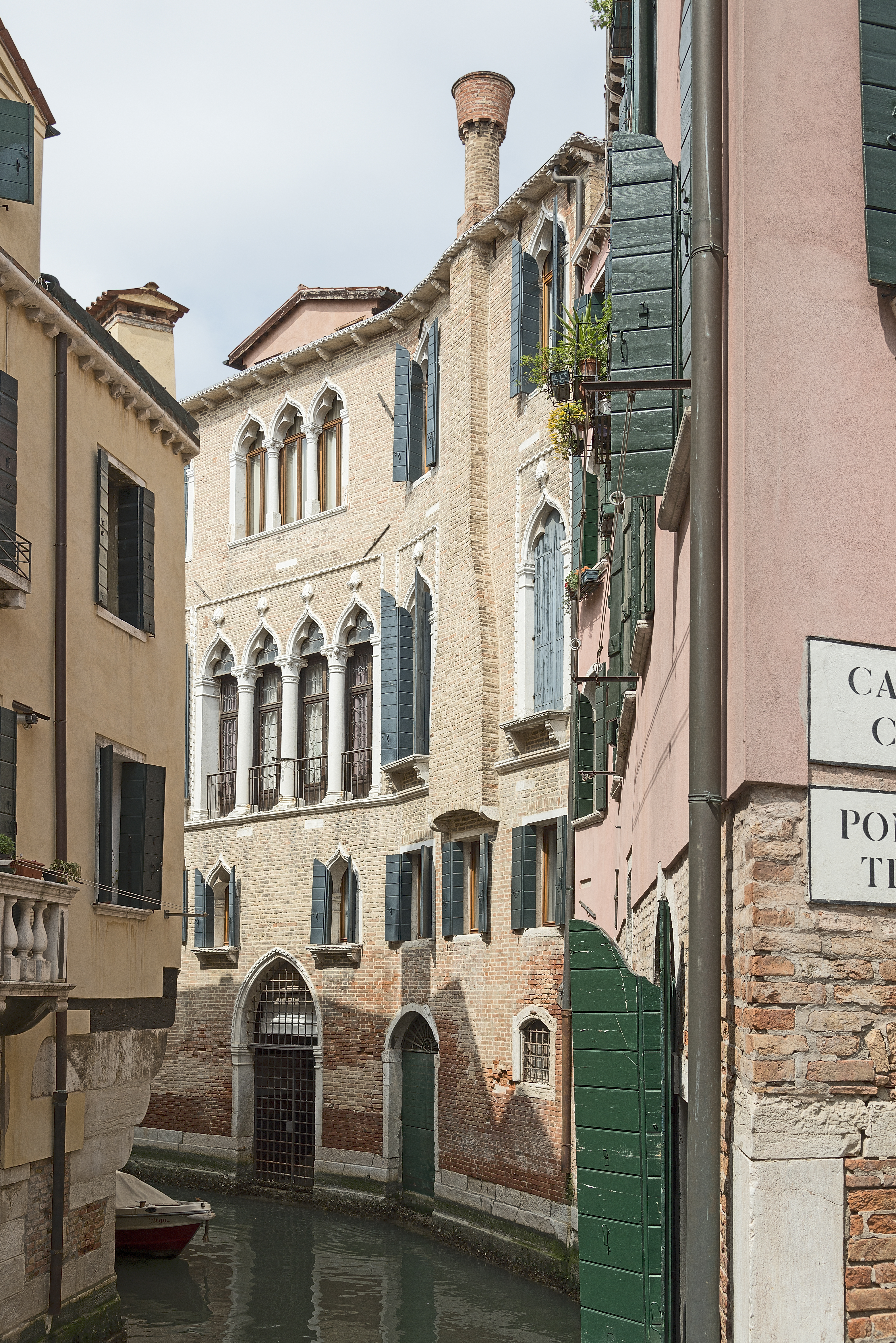
Palazzo Centani  maison de Carlo Goldoni.
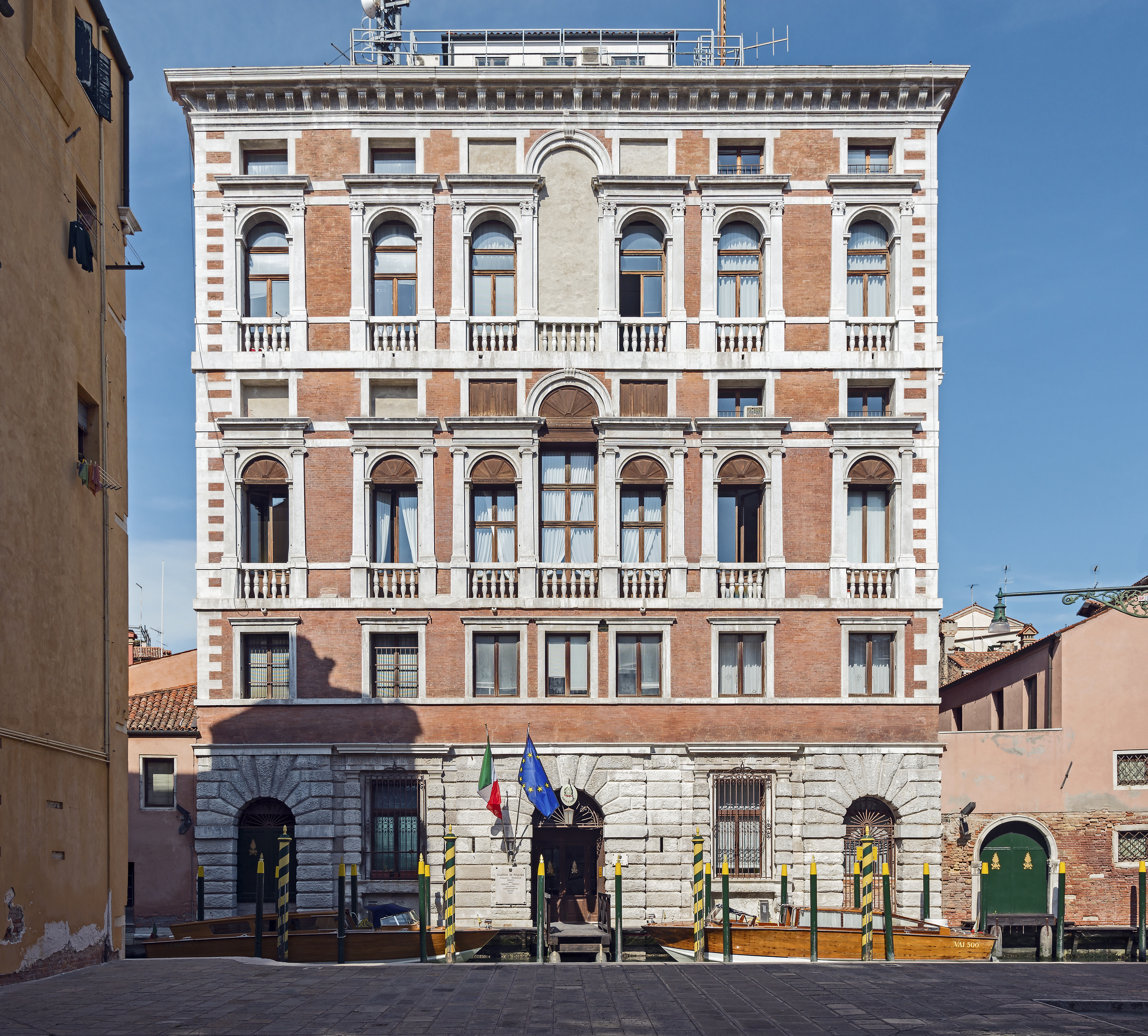
Le Palais Corner Mocenigo sur le Campo et Rio San Polo.
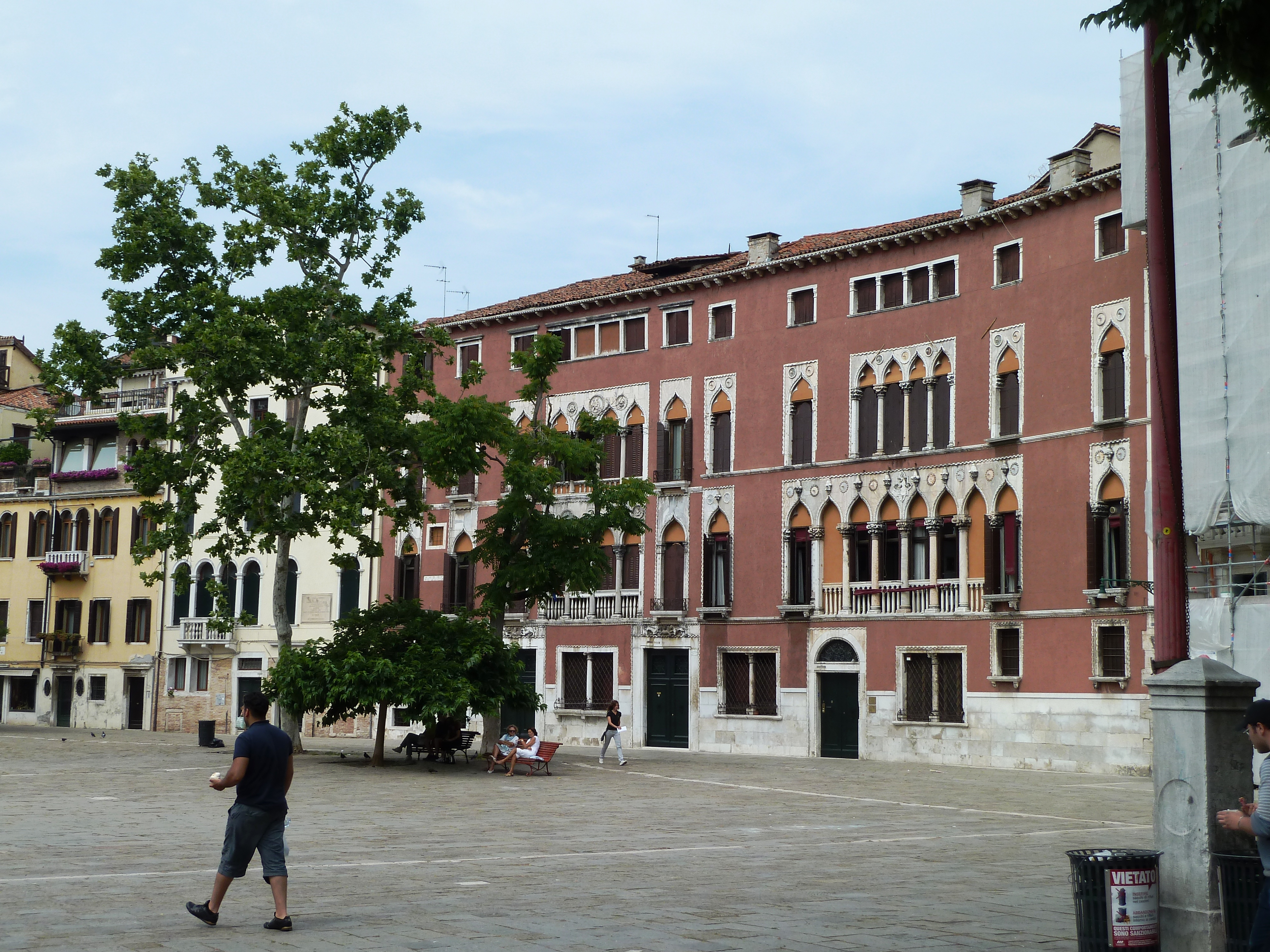
Le Palais Soranzo sur le Campo San Polo.
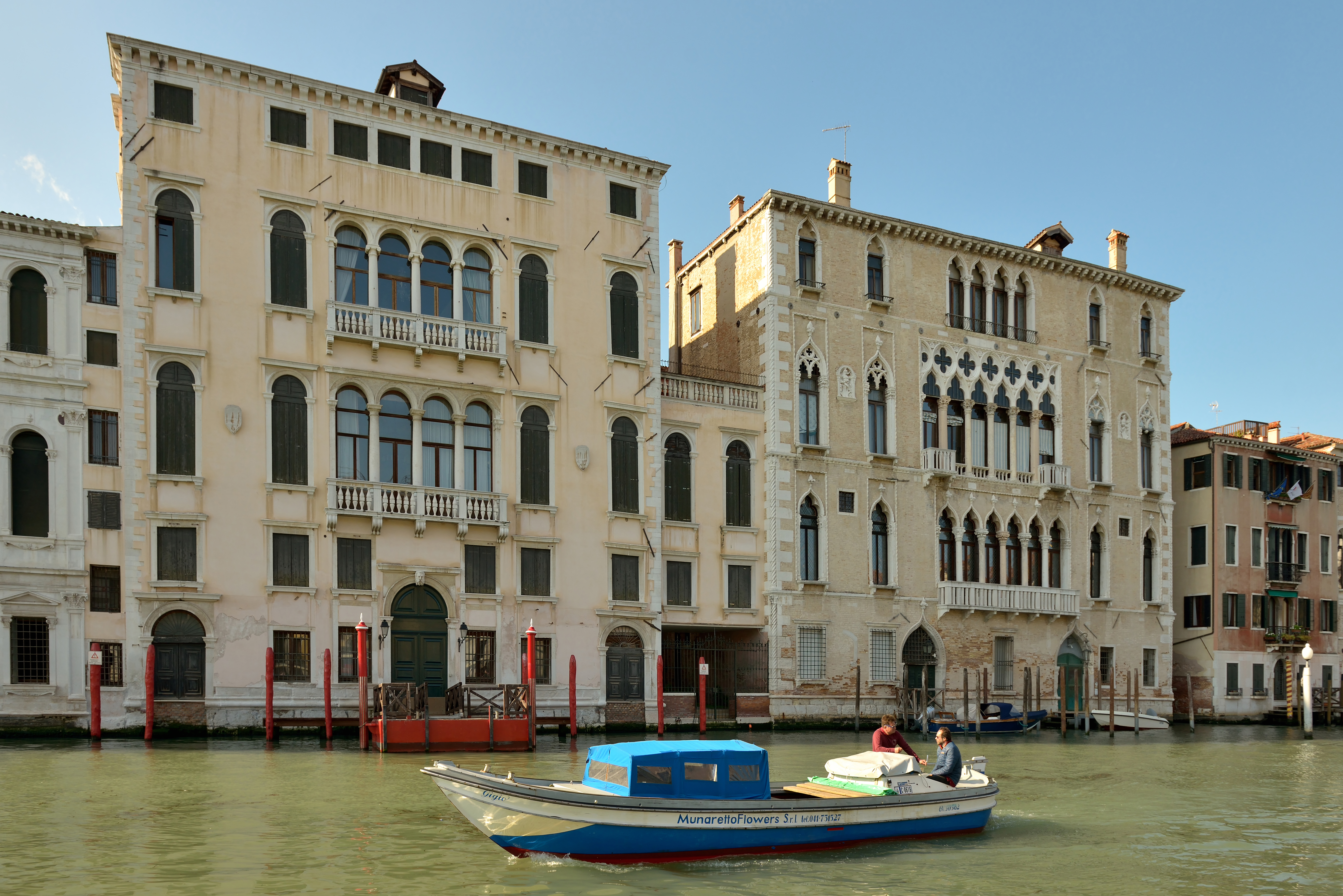
Les Palais Querini et Bernardo.

### Les Campi

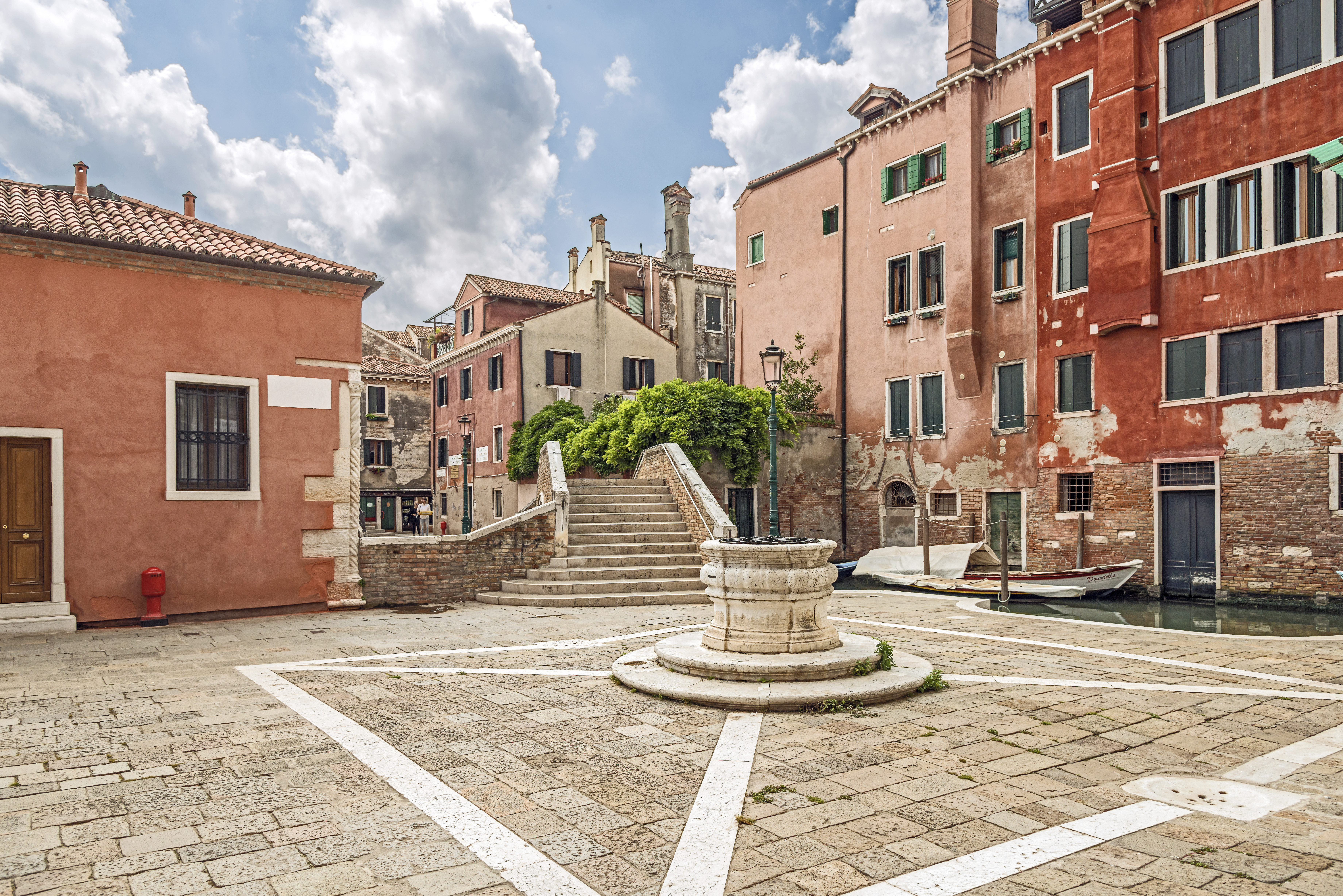
Le Campo san Boldo.
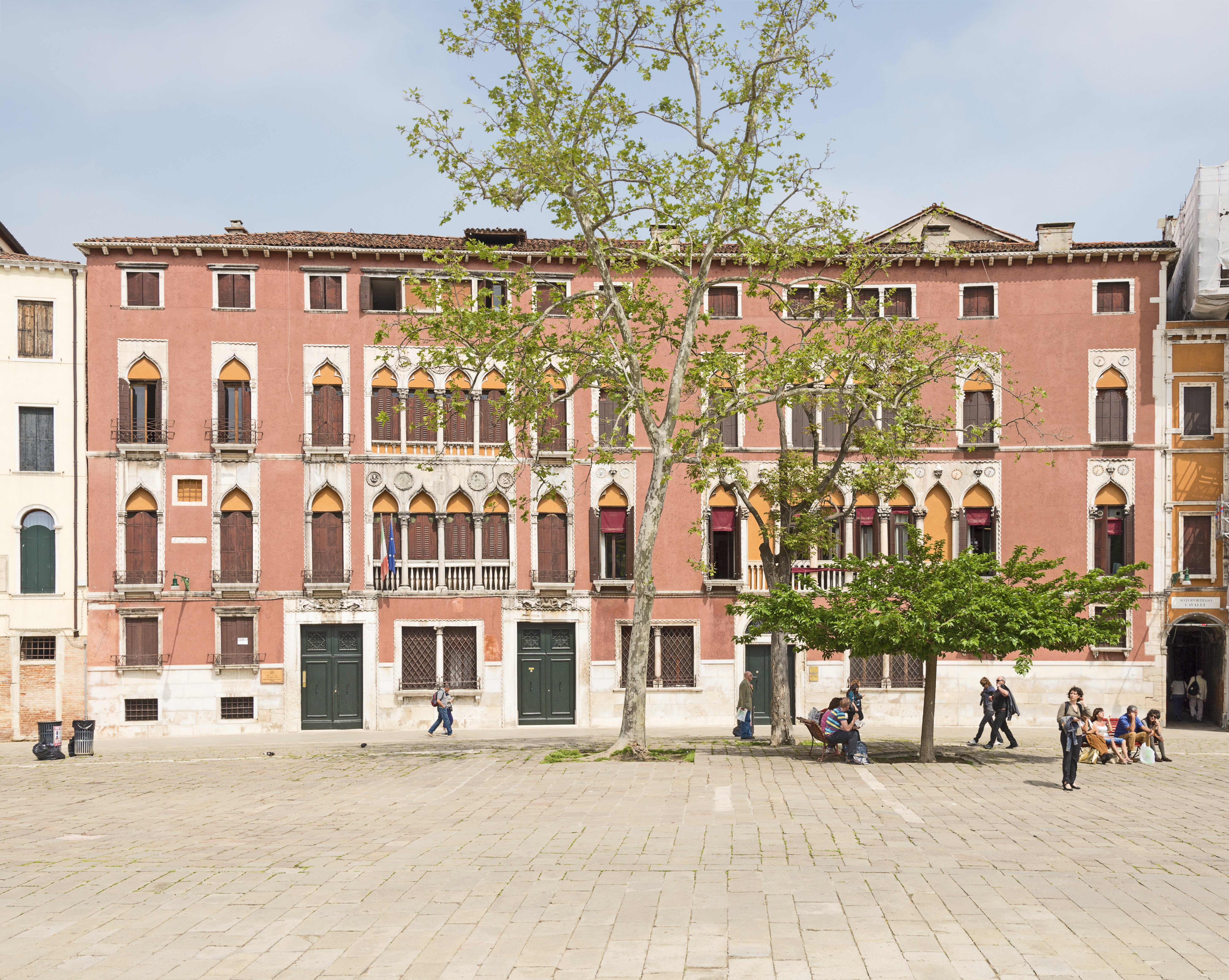
Campo San Polo et le palais Soranzo.
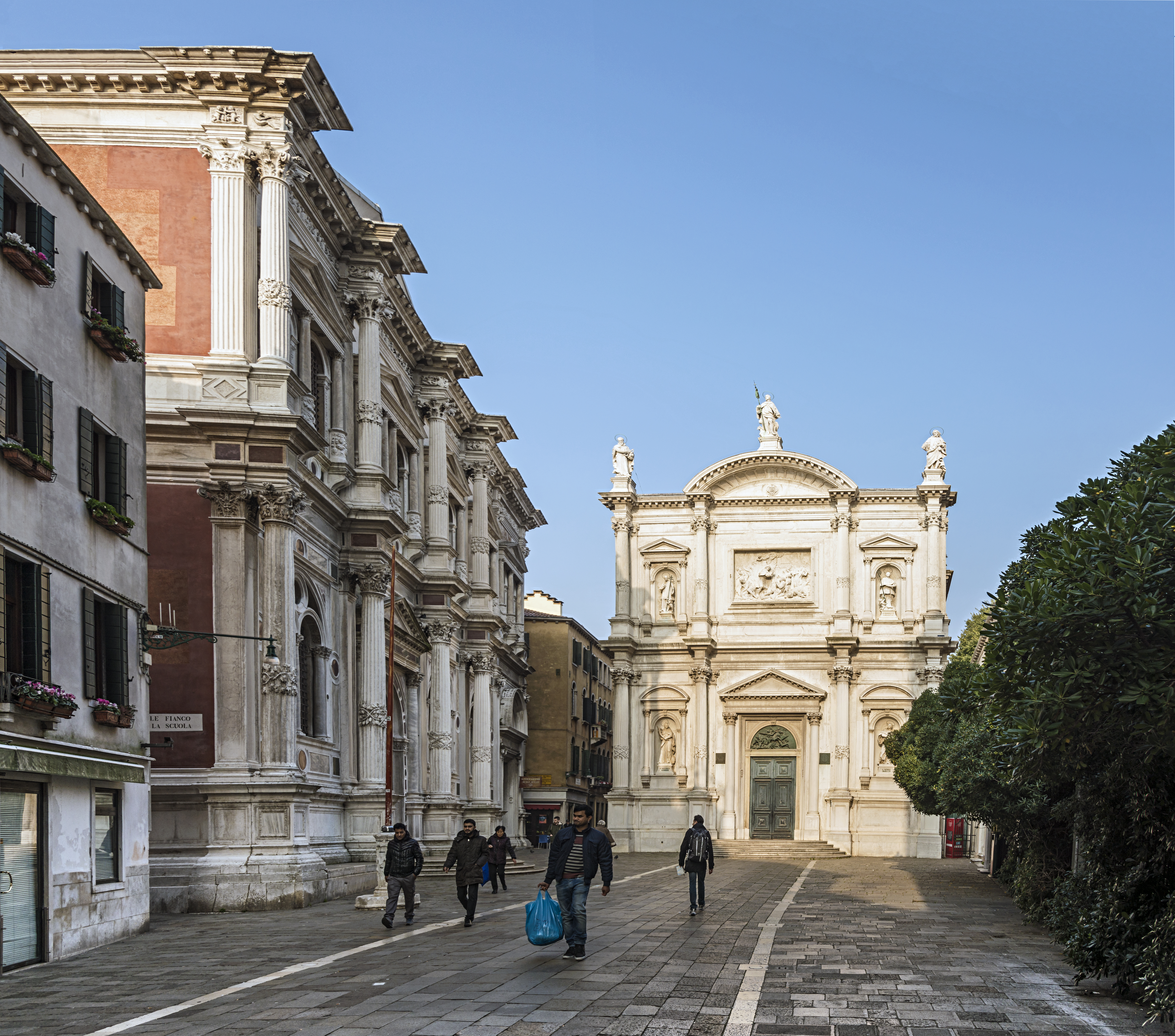
Campo San Rocco.
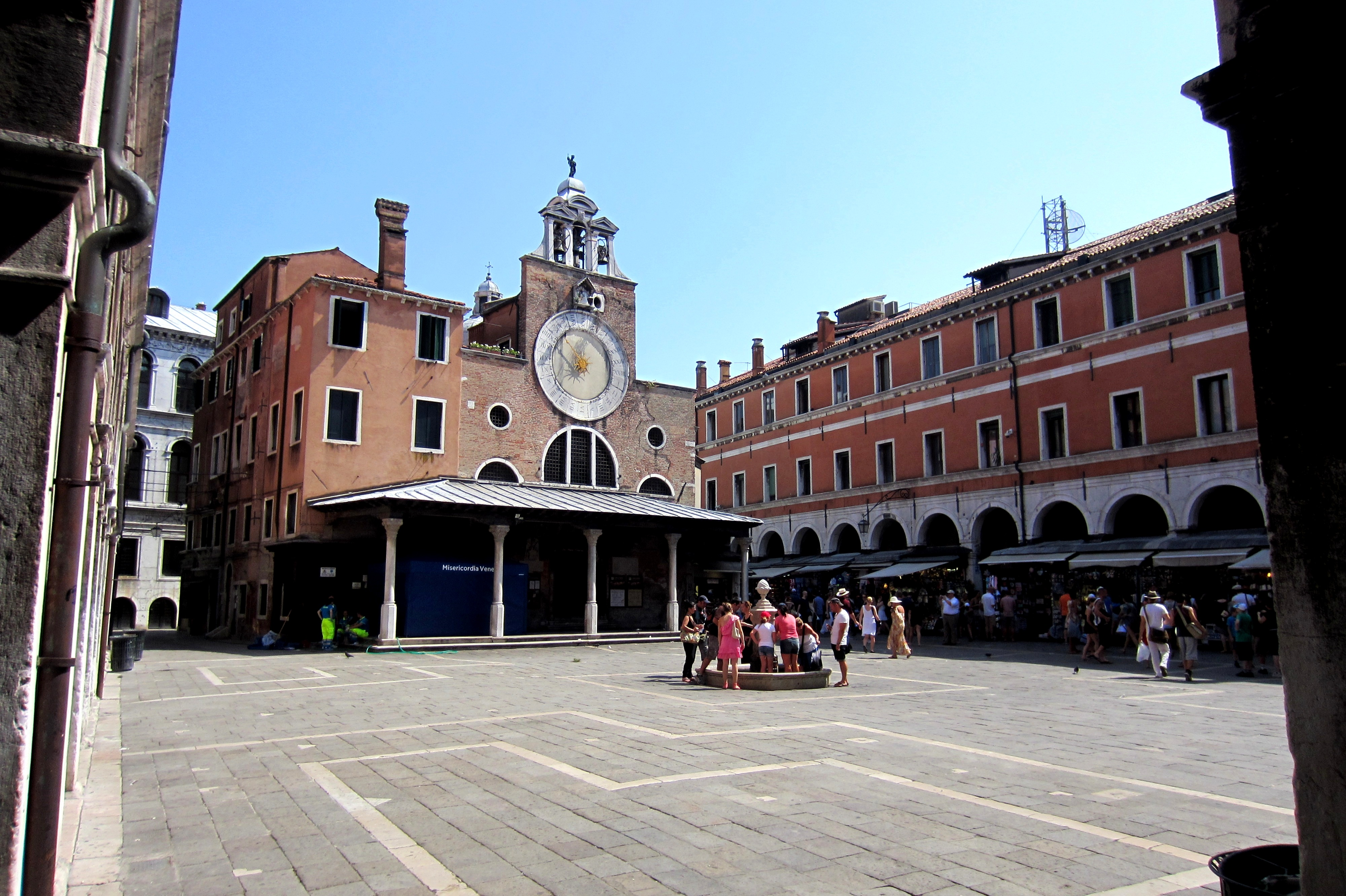
Campo San Giacometto et église éponyme.
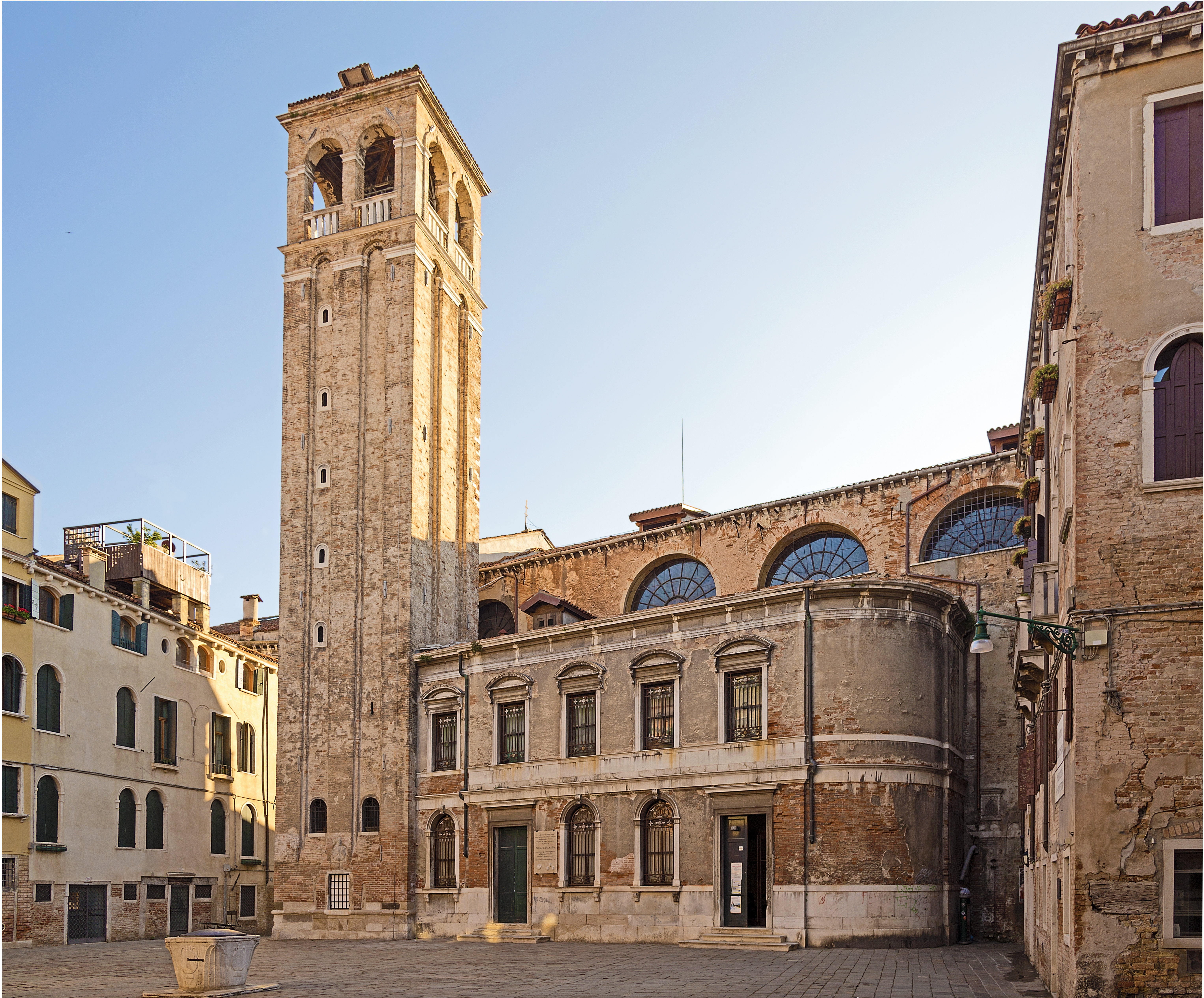
Campo San Silvestro.
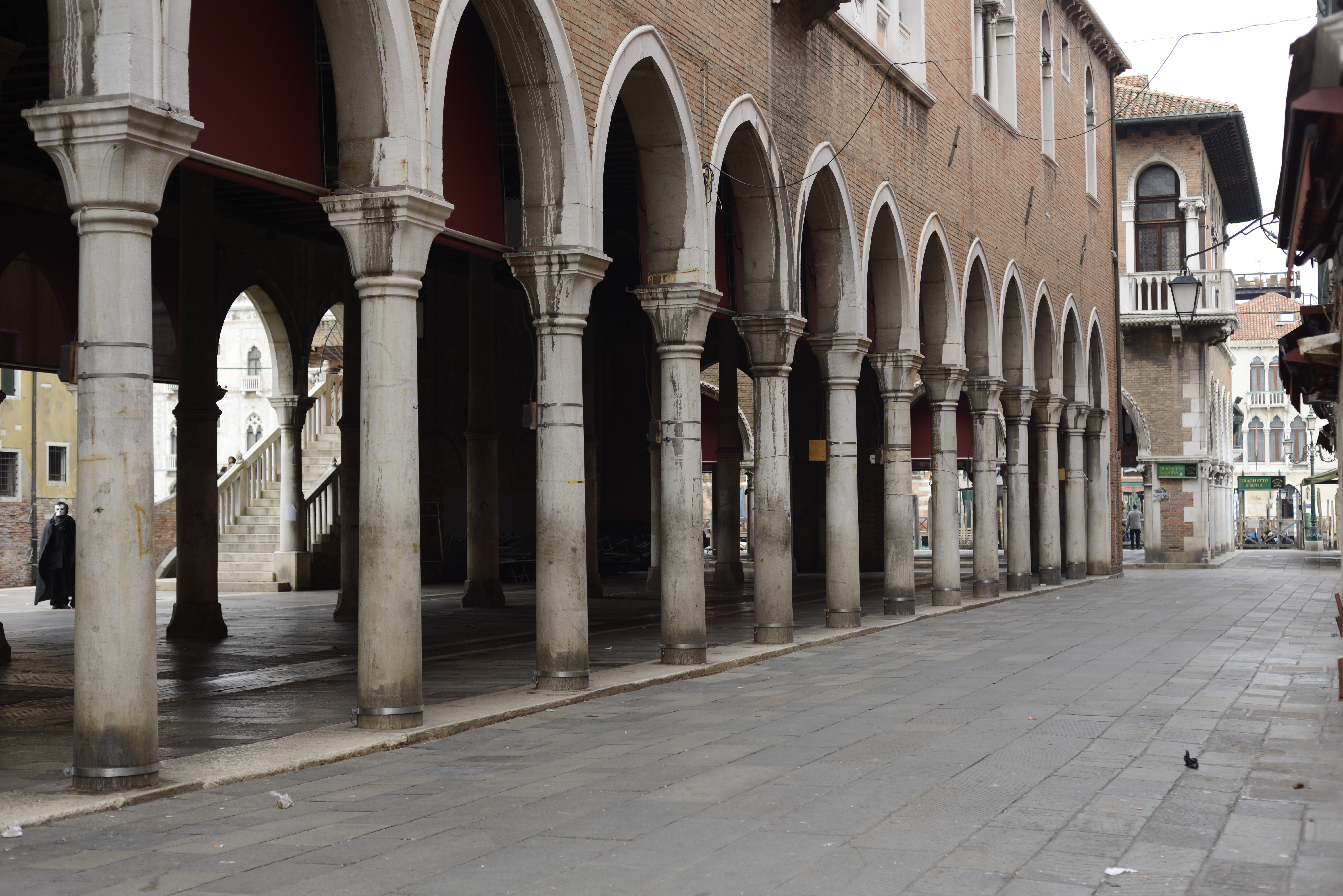
Campo delle Beccarie et marché du Rialto.
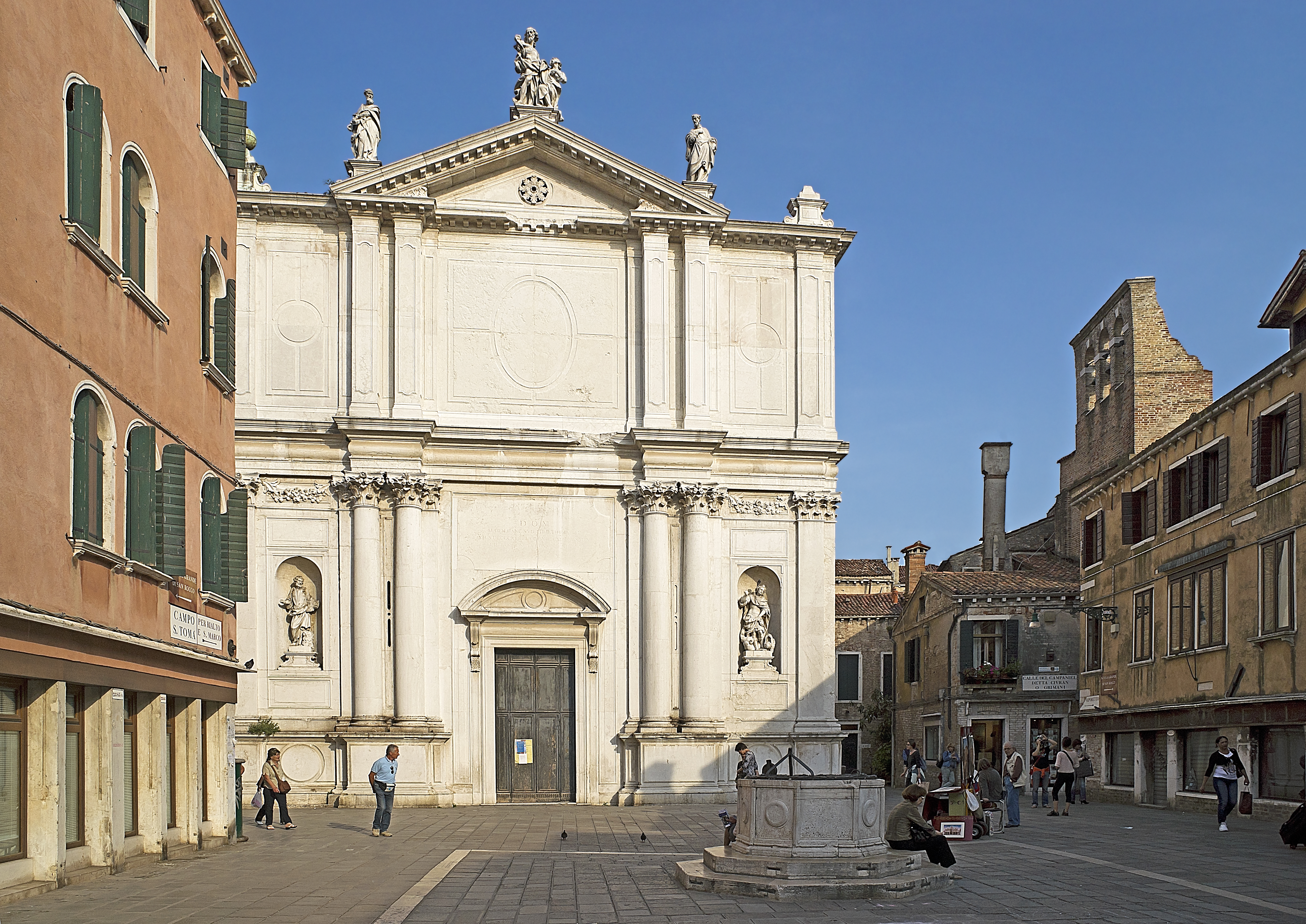
Campo San Tomà.

### Les endroits spécifiques

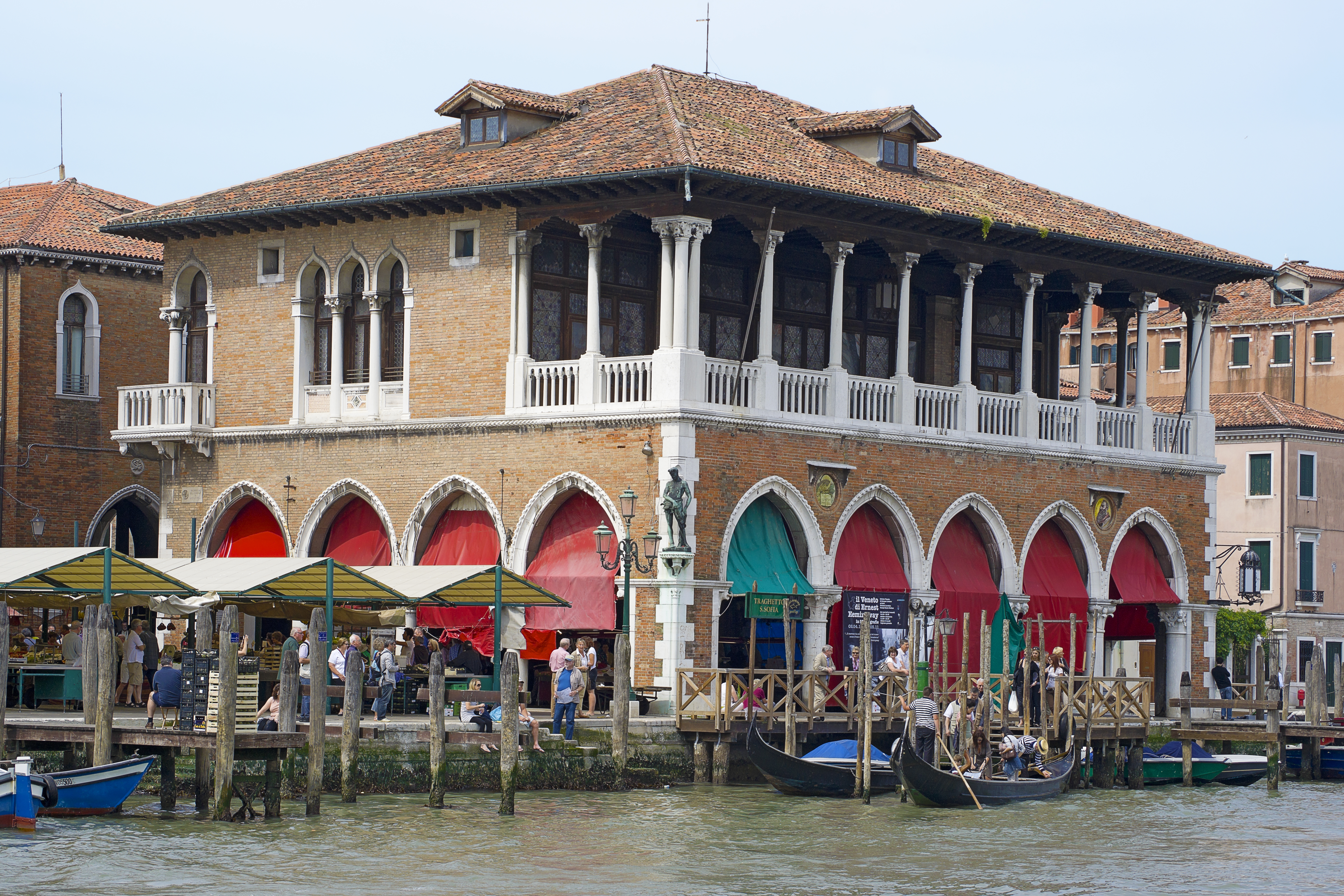
La Pescaria, marché aux Poissons de Venise.
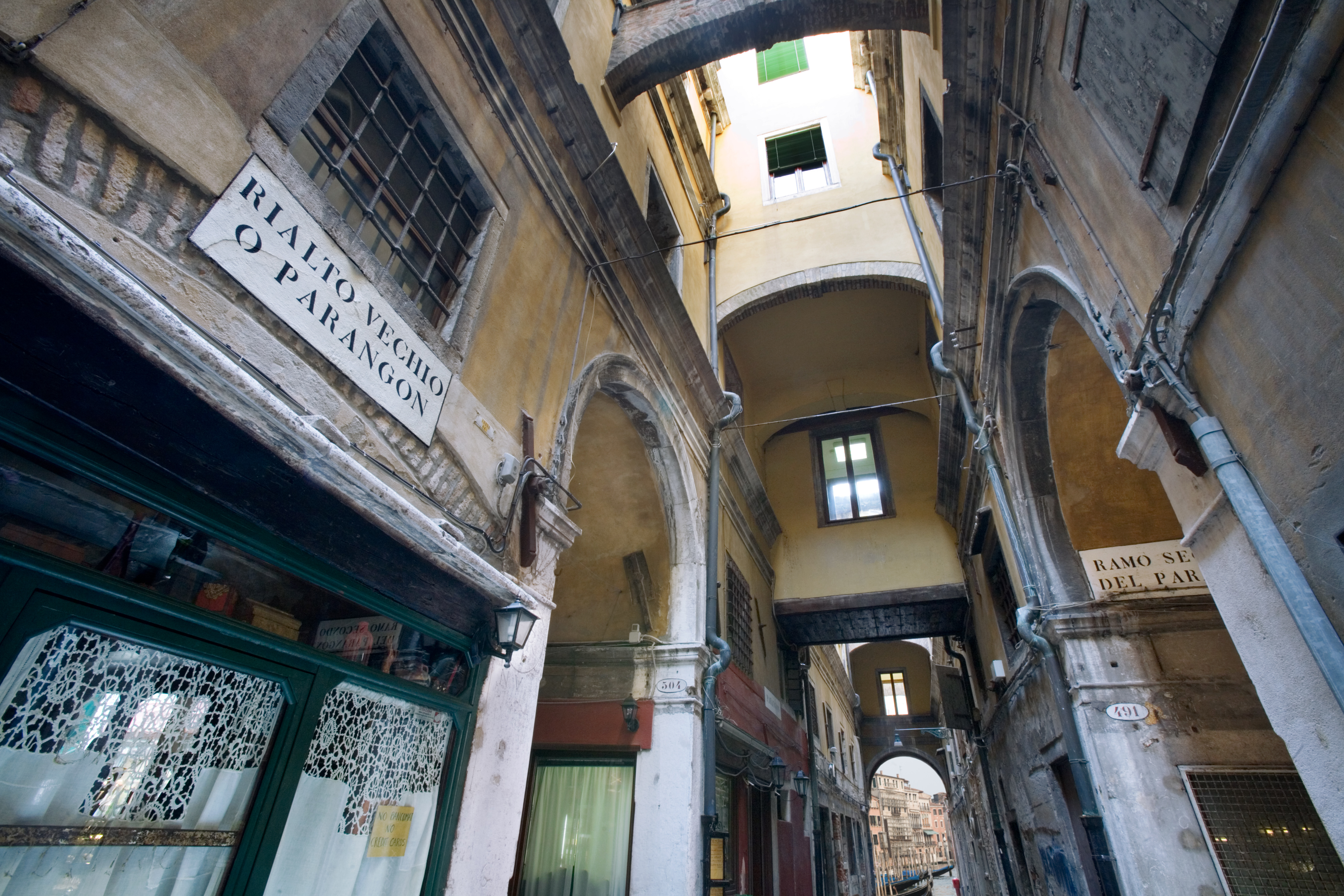
Le Parangon ou Rialto Vecchio.
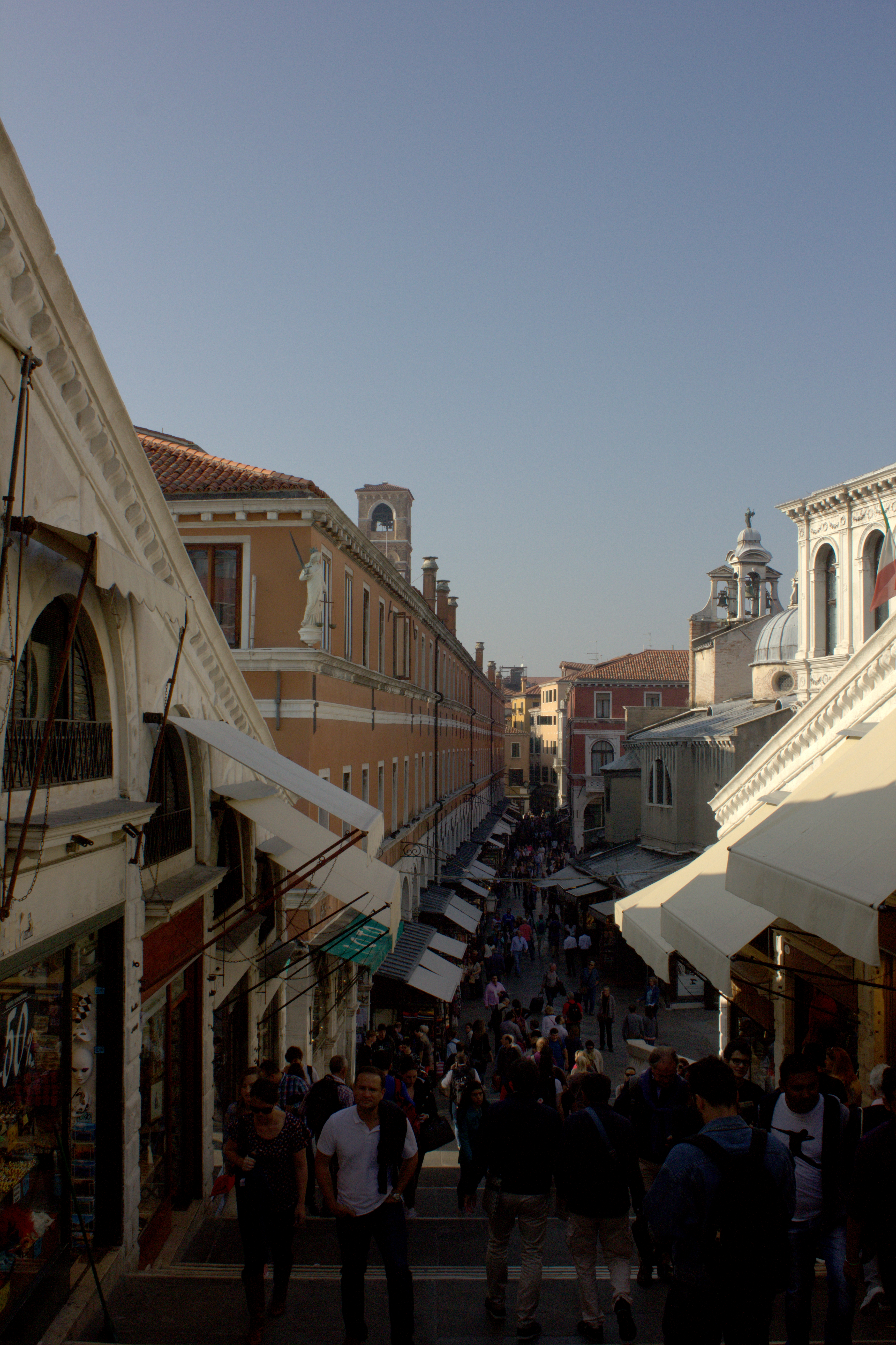
Ruga dei Oresi, artère marchande au pied du Rialto.
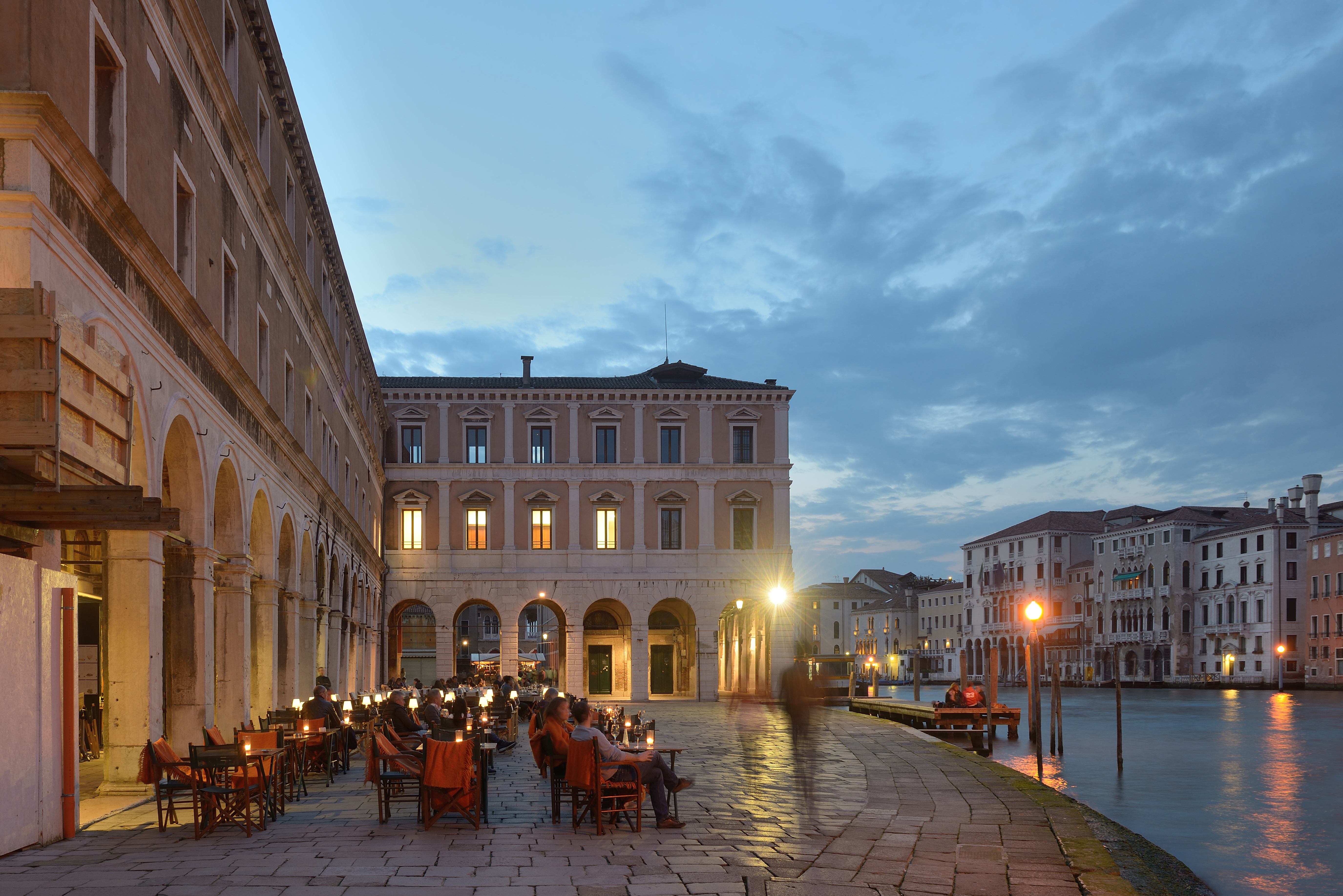
Le Campo dell'Erberia.
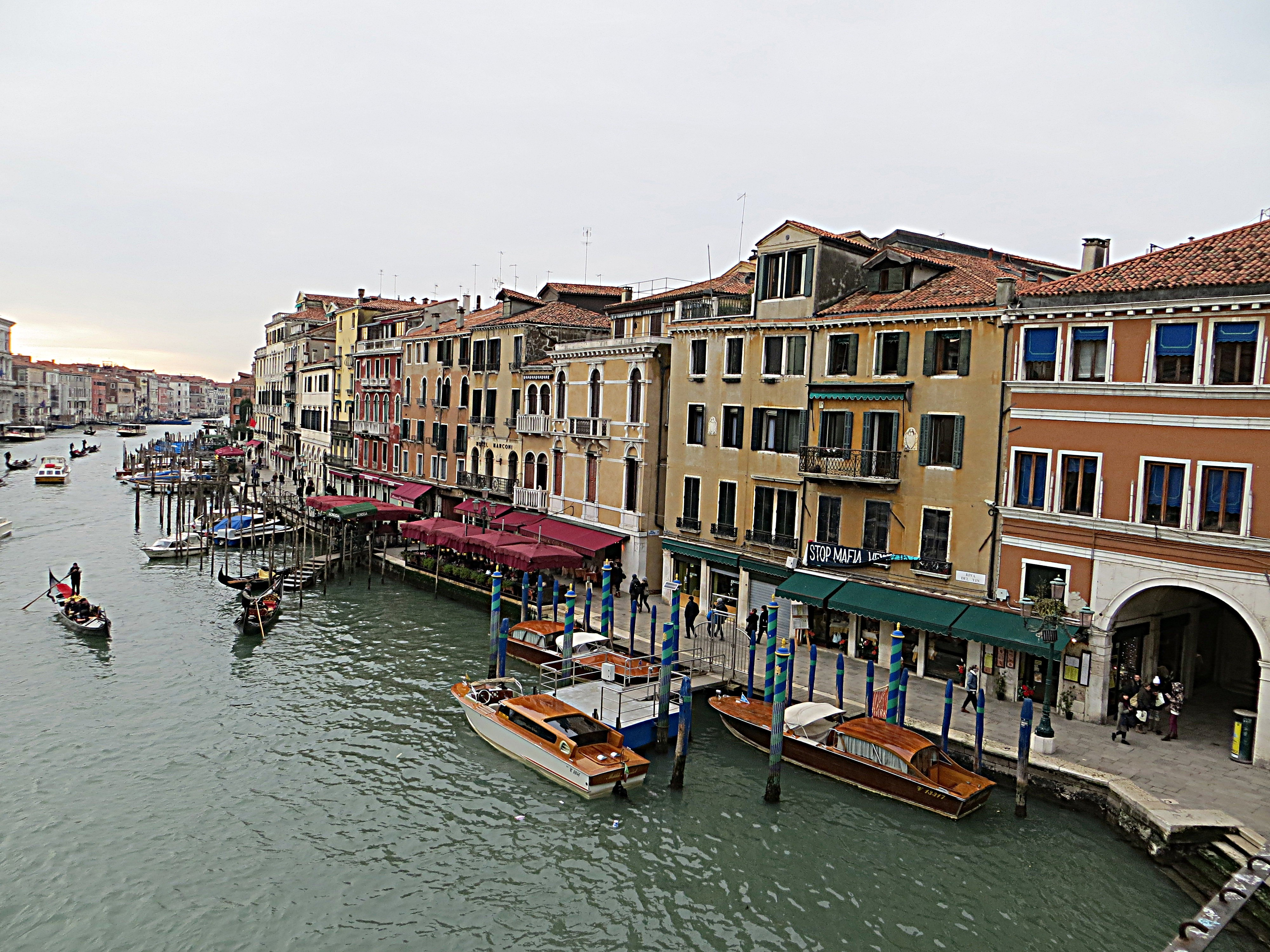
Le Riva del Vin, bordé de restaurants.
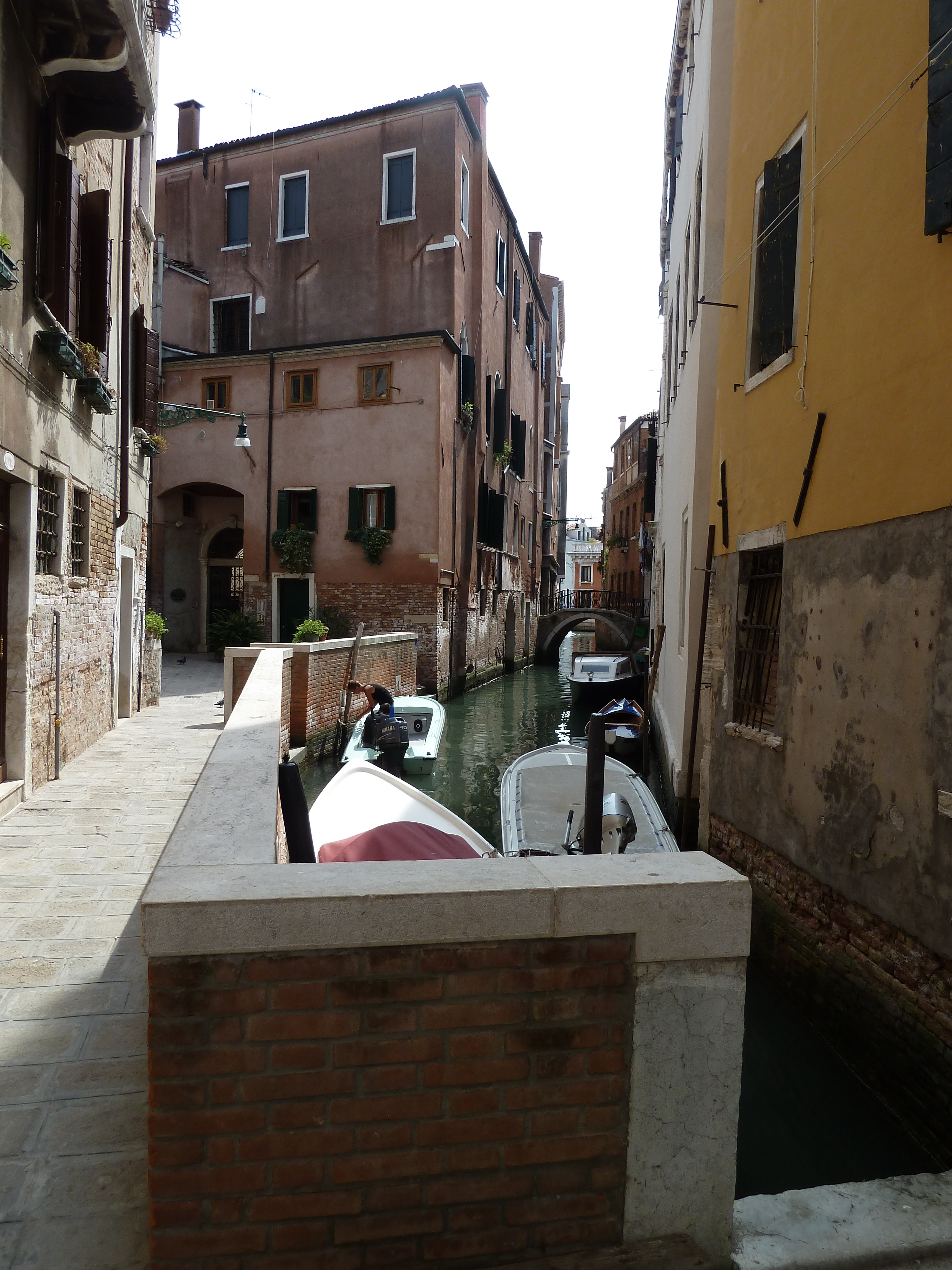
Rielo de le Erbe, rio morte menant au Campo San Polo.
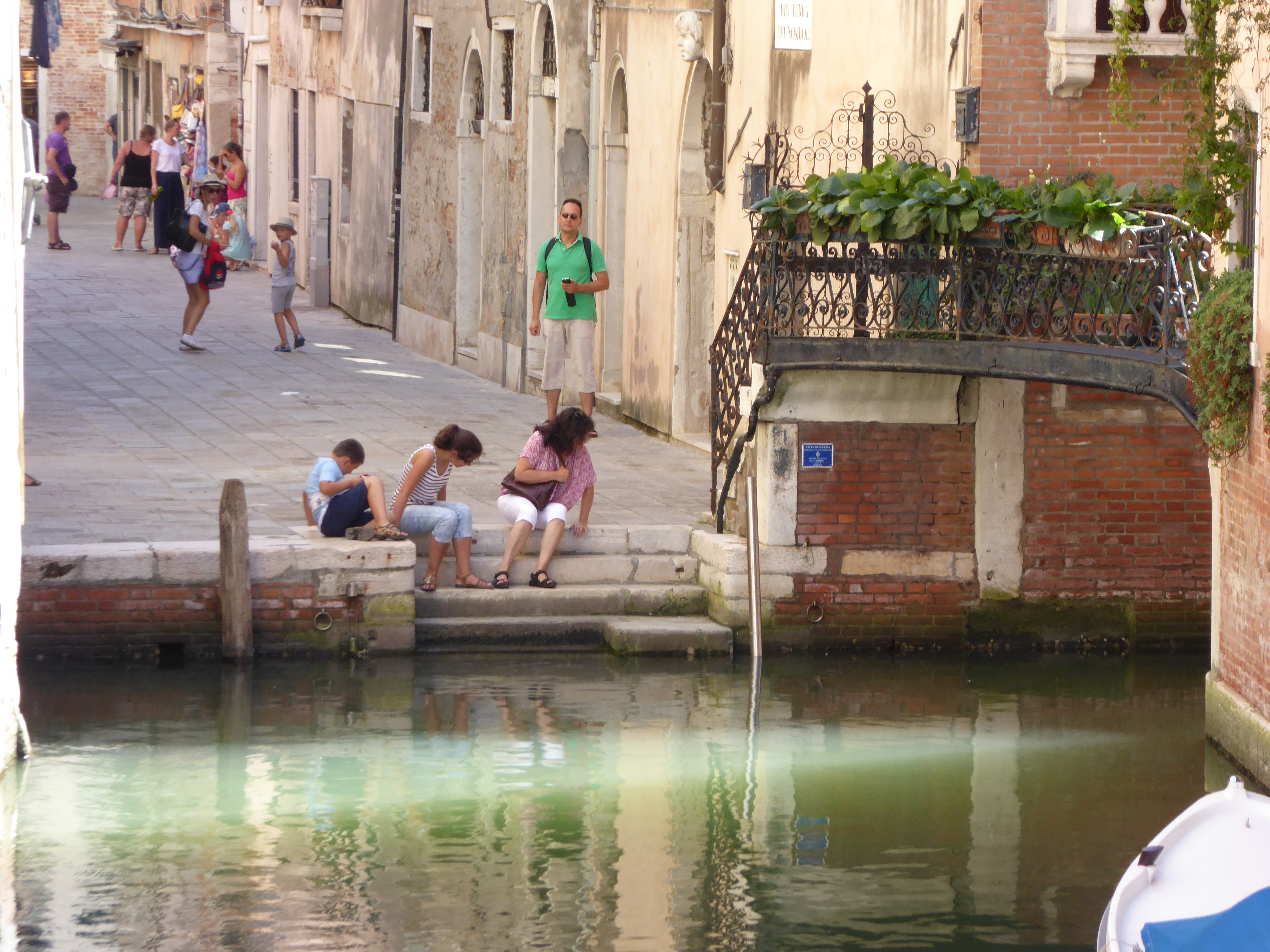
rio terà dei Nomboli, rio enfouï.